# Otto Gerlach
Pour les articles homonymes, voir Gerlach.
Otto Gerlach (né le 14 mars 1894 à Bremerhaven et mort le 12 mars 1963 à Uelzen) est un avocat, banquier et généalogiste allemand.

## Biographie
Le père de Gerlach est pilote-commandant à Bremerhaven. Il se retire plus tard à Brême et, outre des biens considérables, laisse à sa famille une fortune considérable. Otto Gerlach étudie à l'ancien lycée de Brême (de). Après avoir obtenu son diplôme d'études secondaires, il entreprend des études de droit et d'économie à l'Université Albert-Louis de Fribourg en 1912. En 1913, il est enrôlé dans le Corps Hasso-Borussia Freiburg En tant qu'étudiant inactif, il s'installe à l' Université de Leipzig au semestre d'été 1914. Il participe à la Première Guerre mondiale au sein du 13e régiment de hussards, plus récemment en tant que lieutenant. En 1918, il fut fait prisonnier de guerre par les Anglais. Il reçoit la croix de fer de 1re classe.
Après avoir réussi le premier examen de droit de l'État en 1918, il se lance dans le secteur bancaire à Brême. À partir de 1921, il travaille à la Darmstädter und Nationalbank de Brême. Le 24 mars 1924, il obtient son doctorat à Leipzig. Il prend sa retraite de la banque en 1926 et peut se consacrer à la généalogie à Brême grâce à l'héritage de son père . À partir de 1927, il travaille uniquement comme généalogiste et historien. Cette année-là, il est chargé de rééditer les listes du corps de Kösen. Il paraît en 1930. En 1957, Gerlach se rend également disponible pour l'édition de 1960.